# Número tetraédrico
En las matemáticas un número tetraédrico, o número piramidal triangular, es un número figurado que representa una pirámide de base triangular y tres lados, llamada tetraedro. El n-ésimo número tetraédrico es la suma de los primeros n números triangulares.
Los primeros números tetraédricos son:
1, 4, 10, 20, 35, 56, 84, 120, 165, 220, 286, 364, 455, 560, 680, 816, 969, …
La fórmula del n-ésimo número tetraédrico es
{\displaystyle T_{n}={\begin{matrix}{1 \over 6}\end{matrix}}n(n+1)(n+2).}

## Propiedades
Los números tetraédricos se ubican en la cuarta posición en el triángulo de Pascal (tanto de derecha a izquierda como de izquierda a derecha). Los números tetraédricos son los coeficientes binomiales expresados por la siguiente fórmula:
{\displaystyle T_{n}={n+2 \choose 3}}
Los números tetraédricos pueden ser representados apilando esferas. Por ejemplo, el quinto número tetraédrico (T5 = 35) se puede representar con 35 bolas de billar y el marco estándar triangular que permite acomodar 15 bolas de billar. Luego se forma un segundo nivel apilando 10 bolas adicionales arriba de las 15 iniciales, otro nivel con 6, un cuarto nivel con tres bolas y finalmente una bola en el último completa el tetraedro.
A.J. Meyl demostró en 1878 que solo existen 3 números tetraédricos que son a la vez cuadrados perfectos. Los mismos son:
T1 = 1² = 1
T2 = 2² = 4
T48 = 140² = 19600.
El único número tetraédrico que es también un número  piramidal cuadrado es el 1 (Beukers, 1988).

Los números tetraédricos satisfacen la siguiente relación:
T5 = T4 + T3 + T2 + T1
Los siguientes son números tetraédricos y también números triangulares:
Tetraedro3 = Triángulo4 = 10
Tetraedro8 = Triángulo15 = 120
Tetraedro20 = Triángulo55 = 1540
Tetraedro34 = Triángulo119 = 7140